# Neuenkirchen (Rietberg)
Neuenkirchen ist die kleinste Ortschaft der Stadt Rietberg im Kreis Gütersloh, Nordrhein-Westfalen.

## Geografie
Mit einer Ausdehnung von rund 8,2 km² ist Neuenkirchen der flächenmäßig kleinste Ortsteil der Stadt Rietberg. An Neuenkirchen grenzen die Rietberger Ortsteile Varensell, Westerwiehe, Rietberg und Druffel sowie östlich das Gebiet der Stadt Verl.
Die Neuenkirchener Sandebene zeigt eine Abflachung in südwestliche Richtung. Sie wird den Ostmünsterländer Sanden zugeordnet, die zur Emssandebene in der Westfälischen Bucht gehören. Nördlich des Ortskerns wird Neuenkirchen vom Wapelbach durchzogen, im Süden führt der Sennebach durch das Ortsgebiet. Zudem entspringt im nordwestlichen Siedlungsbereich der auf Druffel zulaufende Rothenbach.

## Geschichte

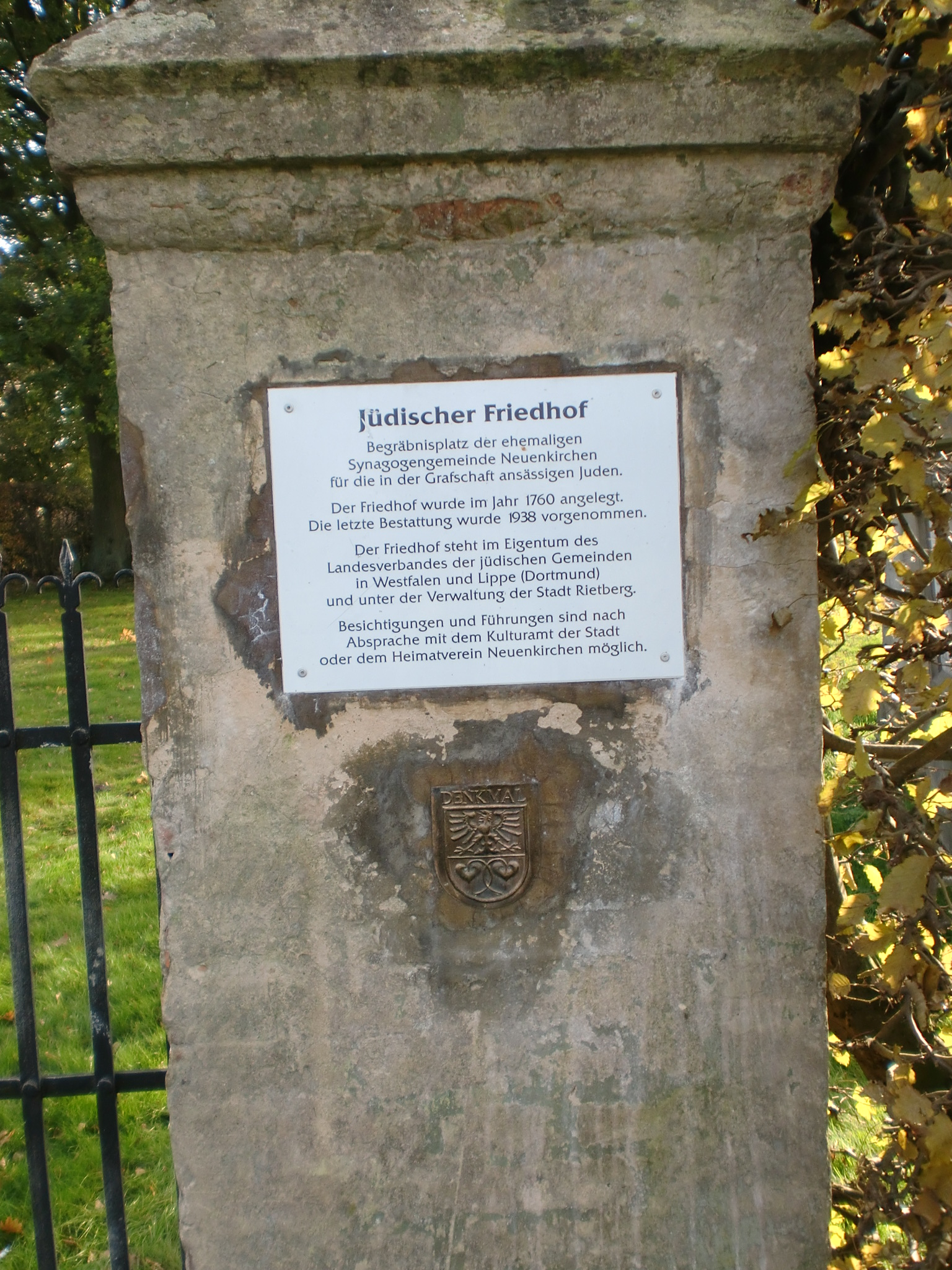
Tafel am Eingang des Friedhofs

Erstmals urkundlich erwähnt wurde Neuenkirchen 1185 als nyen kerken. Die Filiale der karolingischen Pfarrei in Wiedenbrück erhielt im 13. Jahrhundert die Pfarrkirche St. Margareta, die das älteste Baudenkmal in der Stadt Rietberg darstellt.
Da Neuenkirchen in früherer Zeit an einem wichtigen Postweg lag und zudem Sitz der Synagoge der Grafschaft Rietberg war, kam dem Ort eine große Bedeutung innerhalb der alten Grafschaft zu. So entwickelte sich Neuenkirchen im 18. Jahrhundert zum Standort für Handel und Handwerk innerhalb der Grafschaft. Von 1807 bis 1813 gehörte Neuenkirchen zum Departement der Fulda im Königreich Westphalen und war Hauptort des Kantons Neuenkirchen. Auf dem Wiener Kongress wurde Neuenkirchen wie die gesamte Grafschaft Rietberg Preußen zugeschlagen und 1816 kam der Ort zum neuen Kreis Wiedenbrück in der Provinz Westfalen. Am 1. Juli 1838 wurde die Kantonsverwaltung von Neuenkirchen nach Verl verlagert; gleichzeitig wurde Neuenkirchen dem Kanton Rietberg zugeschlagen. Als Folge der preußischen Landgemeindeordnung vom 31. Oktober 1841 wurde 1843 aus dem Kanton Rietberg das Amt Rietberg.
Zu Neuenkirchen zählt eine Vielzahl alter jüdischer Denkmäler und Bauten, zum Beispiel der alte jüdische Friedhof oder das Haus Kemper. Auf dem Grundstück der 1938 von den Nationalsozialisten zerstörten Synagoge Neuenkirchen erinnert heute ein Mahnmal an die jüdische Vergangenheit des Ortes.
Am 1. Januar 1970 wurde Neuenkirchen durch das Gesetz zur Neugliederung des Kreises Wiedenbrück und von Teilen des Kreises Bielefeld in die Stadt Rietberg eingegliedert.

## Politik

### Wappen
Das Neuenkirchener Wappen zeigt die Pfarrkirche St. Margareta, die in den Wappen zahlreicher Neuenkirchener Vereine zu finden ist. Im Schildfuß befindet sich auf rotem Grund der Adler des Wappens der Grafen von Rietberg und symbolisiert die ehemalige Zugehörigkeit zur Rietberger Grafschaft.

## Wirtschaft und Infrastruktur

### Verkehr
Straßenverkehr: Die durch Neuenkirchen verlaufende Landesstraße 782 bindet den Ort an die südwestlich von Rietberg verlaufende B 64. Die nächstgelegene Anbindung an die A 2 befindet sich über die Anschlussstelle Gütersloh in rund 7,5 km Entfernung.
Öffentlicher Personennahverkehr: Eine Bahnanbindung existiert in Neuenkirchen nicht; die nächstgelegenen Bahnhöfe befinden sich in Gütersloh und Rheda-Wiedenbrück. Neuenkirchen ist über die Buslinien 77 und 80 an die Städte Gütersloh und Bielefeld angebunden.
Neuenkirchen gehört zum Tarifverbund Westfalentarif. Landesweit gilt der NRW-Tarif. Ebenfalls berechtigt das Deutschlandticket zur Fahrt mit dem ÖPNV. 
Flugverkehr: Der nächste Flughafen ist der rund 50 km entfernte Flughafen Paderborn/Lippstadt in Büren. Sowohl der Flughafen Dortmund als auch der Flughafen Münster/Osnabrück liegen etwa 75 km entfernt. Die zivile Nutzung des Flughafens Gütersloh ist nicht möglich.
Radverkehr: Durch den Ort verläuft der Europaradweg R1.

### Ansässige Unternehmen
Neuenkirchen war über viele Jahrhunderte von der Landwirtschaft geprägt. So wuchsen erst mit Beginn der Industrialisierung die ersten Fertigungsbetriebe. Bis vor wenigen Jahren besaß der Ort noch eine regional bedeutende Molkereigenossenschaft, die mittlerweile aufgelöst ist.
In Neuenkirchen finden die Menschen Arbeit in holz- und metallverarbeitenden Betrieben. Durch die Nähe der großen Industriestandorte Bielefeld und Gütersloh hat der Ort jedoch eher den Charakter eines Wohnortes. Von überregionaler Bedeutung ist die Backmaschinenfabrik Emil Kemper GmbH, die von 1898 bis zu ihrer unrechtmäßigen Arisierung 1935 und dann wieder von 1954 bis 1990 der Neuenkirchener Familie Kemper gehörte. Heute ist das Unternehmen Teil der HorstmannGroup.

### Öffentliche Einrichtungen
Neuenkirchen verfügt über einen eigenen Löschzug der Freiwilligen Feuerwehr, einen von drei Löschzügen innerhalb des Rietberger Stadtgebietes. Der Löschbezirk der rund 50 Mitglieder starken Feuerwehr umfasst neben Neuenkirchen auch die Ortsteile Varensell und Druffel. Die Gründung der Freiwilligen Feuerwehr geht auf das Jahr 1883 zurück, nachdem drei Jahre zuvor 18 Gebäude im Ortskern durch ein Großfeuer vernichtet worden waren.
Nachdem das Neuenkirchener St.-Margareten-Krankenhaus im Jahr 1981 zu einem Altenkrankenheim umgebaut wurde, existiert eine solche Einrichtung im Ort nicht mehr. Somit müssen die nächstgelegenen Krankenhäuser, vornehmlich die in Rheda-Wiedenbrück und Gütersloh genutzt werden.

### Bildung
Der Ort verfügt über eine Grundschule sowie eine Förderschule, alle anderen Schulformen, bis auf eine Hauptschule, finden sich im benachbarten Rietberg. Die Hauptschule befindet sich in Mastholte. Darüber hinaus existieren in Neuenkirchen fünf Kindergärten.

### Sport
In Neuenkirchen existieren insgesamt 10 Sportvereine, von denen die TuS Westfalia mit ca. 1900 Mitgliedern die größte Vereinigung darstellt. Im Ort finden sich ein Rasensportplatz mit angeschlossenen leichtathletischen Wettkampfstätten, ein Kunstrasenplatz sowie eine am Schulzentrum befindliche Zweifach-Turnhalle. Freizeit- und Breitensport sowie Tischtennis werden in der Turn- und Gymnastikhalle Am Diekamp durchgeführt. Dort bestehen zudem zwei Tennisplätze sowie ein Volleyball- und Basketballfeld. Ferner existiert eine weitere Turnhalle. Auf dem Gelände des Gartenschauparks befinden sich ein Fitness-Parcours, sechs Boule-Bahnen ein sowie ein Basketball- und ein Beachvolleyball-Feld. Darüber hinaus unterhält der Schützenverein einen Schießstand für Druckluftwaffen.

## Kultur und Sehenswürdigkeiten

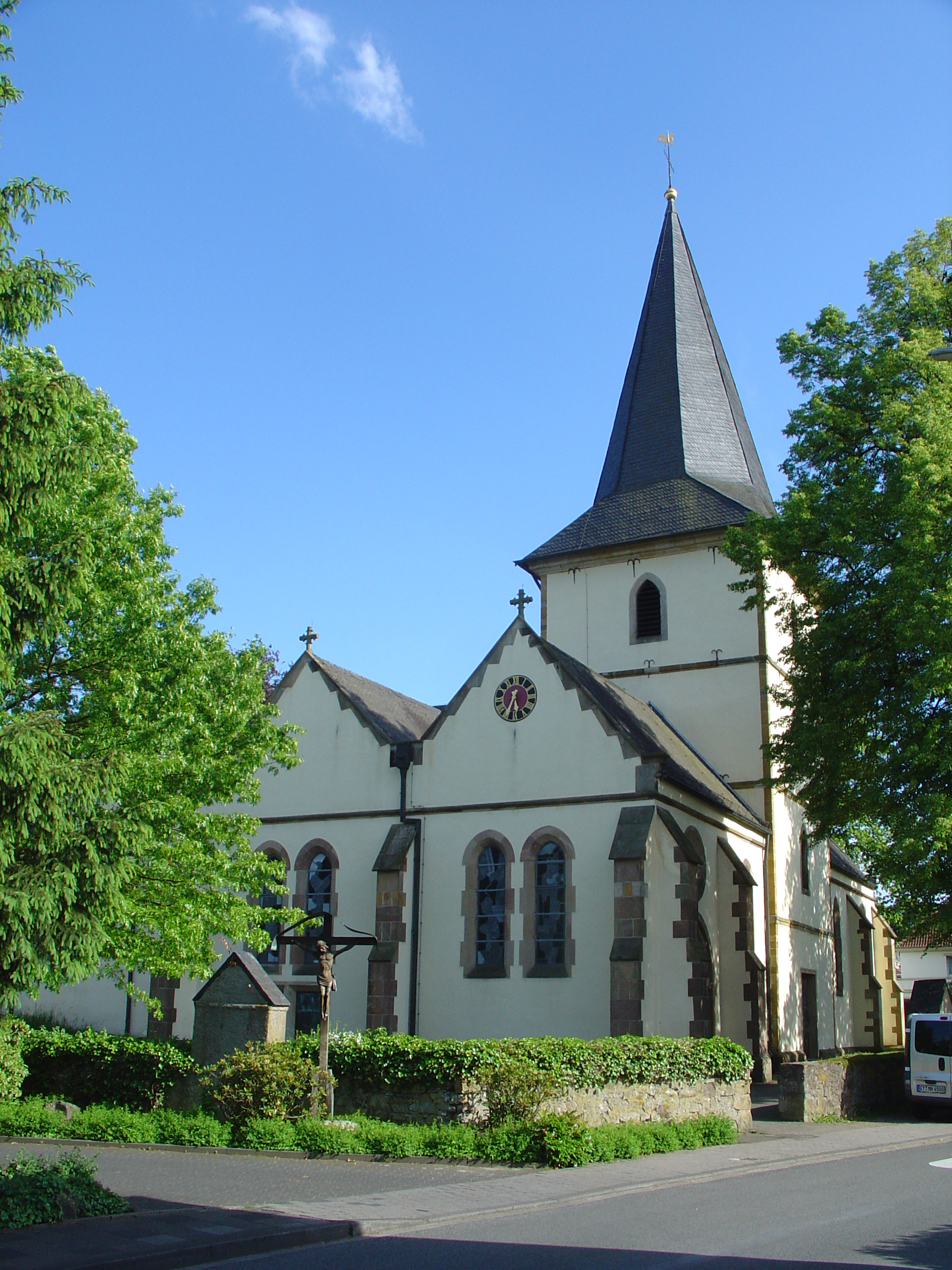
Katholische Pfarrkirche St. Margareta

### Bauwerke

#### Pfarrkirche St. Margareta
Die in der Ortsmitte befindliche Pfarrkirche St. Margareta wurde nach dem Einsturz des alten Kirchturms im Jahr 1803 errichtet und gehört wie auch die Gemeinde zum Pastoralverbund Kirchspiel Neuenkirchen im Dekanat Rietberg-Wiedenbrück des Erzbistums Paderborn.

#### Moschee
Im Süden des Ortes befindet sich die Rietberg Merkez Camii (Zentralmoschee Rietberg) der Türkisch-Islamischen Union der Anstalt für Religion (DİTİB). Die islamische Gebetsstätte wurde Im Jahr 2002 eröffnet und verfügt als eine der wenigen Moscheen in Ostwestfalen-Lippe über ein 12 Meter hohes Minarett.

#### Ehrenmal

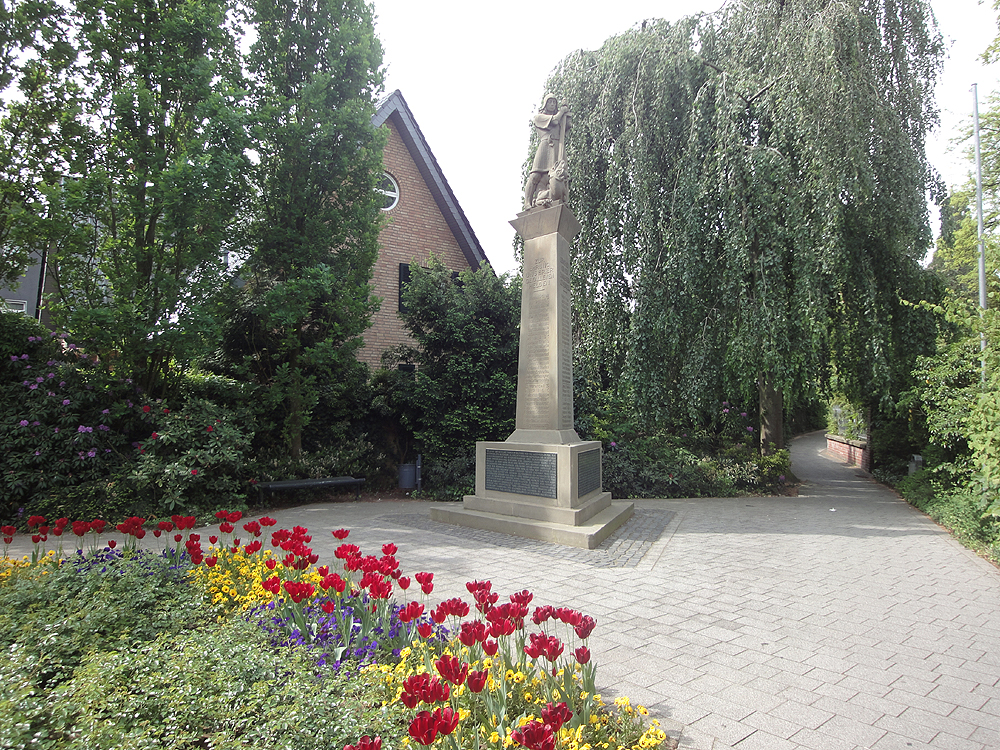
Ehrenmal

Gegenüber dem Dorfplatz an der Alten Volksschule befindet sich ein Kriegerdenkmal, das im Jahre 1927 zum Gedenken an die Gefallenen des Ersten Weltkrieges zunächst an der Ecke Lange Straße / Westerwieher Straße enthüllt wurde. Eine erste Restaurierung des Steines wurde 1953 vorgenommen. 1963 erfolgten die Umsetzung an den heutigen Standort sowie die Ergänzung um die Namen der im Zweiten Weltkrieg gestorbenen Soldaten. Eine neuerliche Restaurierung des Ehrenmals fand im Jahr 2010 statt.

#### Alte Volksschule
Bei der vor dem Dorfplatz befindlichen alten Volksschule handelt es sich um das ehemalige Neuenkirchener Schulgebäude, das im Jahr 1908 bezogen wurde und zunächst aus sechs Klassenräumen sowie drei Wohnräumen für das Lehrpersonal bestand. Eine Erweiterung um nochmals sechs Klassenräume erfolgte im Jahr 1955. Bis zum Jahr 1973 diente die alte Volksschule als Grund- sowie als Hauptschule und wurde nachfolgend nur noch als Grundschule genutzt.
Seit der Errichtung des neuen Grundschulgebäudes im Jahr 1988 besitzt das Gebäude keine weitere Funktion als Unterrichtsstätte und diente in den Folgejahren als provisorische Wohnunterkunft für Asylbewerber. Seit dem Abschluss von Renovierungsarbeiten in den Jahren 2001 und 2002 wird die alte Volksschule durch den Heimatverein genutzt.

#### Dorfgraben
Durch die Ortsmitte verläuft der seit dem Jahr 1831 bestehende Dorfgraben, der vor der Gründung der Neuenkirchener Feuerwehr zum Zwecke der Löschwasserversorgung errichtet wurde. Östlich des Ortskerns wurde hierzu die Wapel aufgestaut, der Graben zweigt unmittelbar davor als Überlauf ab und führt auf diese Art immer Wasser. Der Dorfgraben wurde zu einer wichtigen Einrichtung für die Löschwasserversorgung im Dorf, die den langen Wasserweg zu den bis zu einem Kilometer entfernten natürlichen Fließgewässern erheblich verkürzte. Zwar ist der Dorfgraben inzwischen zum Teil verrohrt, an manchen Stellen aber auch heute noch ersichtlich.

### Parks
Im Süden der Ortschaft hat Neuenkirchen Anteil am Rietberger Gartenschaupark, dessen Fläche im Rahmen der Landesgartenschau 2008 als Neuer Park Neuenkirchen angelegt wurde. Dort wurde 2010 die von der Rietberger Firma Speith-Orgelbau erbaute erste Freiluftorgel Deutschlands aufgestellt.
2017 wurde der neue Park, Stadlers Garten, eröffnet. Eine weitere kleine Parkanlage befindet sich in der Ortsmitte hinter dem Kolpinghaus.

### Naturdenkmäler und Naturschutzgebiete
Westlich der Ortschaft befindet sich das bis an den Siedlungsbereich von Druffel ausdehnende knapp 56 ha große Feuchtwiesenschutzgebiet Schellenwiese.

### Regelmäßige Veranstaltungen
Neuenkirchen hat verschiedene jährliche Veranstaltungen in seinem Kalender. Dazu gehört das viertägige Schützenfest im zweiten Juliwochenende sowie das Weinfest im September und der Weihnachtsmarkt am zweiten Advent. Während der Karnevalszeit gibt es Sitzungen, aber keinen Straßenkarneval. Die Neuenkirchener Vereine nehmen stattdessen an Umzügen im benachbarten Rietberg teil. Im Sommer finden zudem regelmäßige Open-Air-Veranstaltungen in der Volksbank-Arena im Neuenkirchener Teil des Gartenschauparks statt.